# Kardynałowie z nominacji Aleksandra VII
Papież Aleksander VII (1655–1667) mianował 38 kardynałów na 6 konsystorzach:

## 9 kwietnia 1657

### Nominacje jawne
Kościoły tytularne nadano 23 kwietnia 1657
1. Flavio Chigi, bratanek papieża, protonotariusz apostolski – kardynał prezbiter S. Maria del Popolo, następnie kardynał biskup Albano (18 marca 1686), kardynał biskup Porto e S. Rufina (19 października 1689), zm. 13 września 1693
2. Camillo Melzi, arcybiskup Kapui – kardynał prezbiter S. Marcello, zm. 21 stycznia 1659
3. Giulio Rospigliosi, tytularny arcybiskup Tarsu, sekretarz stanu – kardynał prezbiter S. Sisto; od 20 czerwca 1667 papież Klemens IX, zm. 9 grudnia 1669
4. Nicola Guidi di Bagno, tytularny arcybiskup Aten – kardynał prezbiter S. Eusebio, zm. 27 sierpnia 1663
5. Girolamo Buonvisi, tytularny arcybiskup Laodycei, prefekt Domu Papieskiego – kardynał prezbiter S. Girolamo degli Schiavoni, zm. 21 lutego 1677
6. Francesco Paolucci, sekretarz Kongregacji ds. Soboru Trydenckiego – kardynał prezbiter S. Giovanni a Porta Latina, zm. 9 lipca 1661

### Nominacjein pectore, opublikowane 29 kwietnia 1658
1. Scipione Pannocchieschi d’Elci, arcybiskup Pizy (nominacja in pectore, publikacja 29 kwietnia 1658) – kardynał prezbiter S. Sabina (tytuł nadany 6 maja 1658), zm. 12 kwietnia 1670
2. Girolamo Farnese, tytularny arcybiskup Patras, prefekt Pałacu Apostolskiego, gubernator Castelgandolfo (nominacja in pectore, publikacja 29 kwietnia 1658) – kardynał prezbiter S. Agnese fuori le mura (tytuł nadany 6 maja 1658), zm. 18 lutego 1668

### Nominacjein pectore, opublikowane 10 listopada 1659
1. Antonio Bichi, biskup Osimo – kardynał prezbiter S. Agostino (tytuł nadany 1 grudnia 1659), następnie kardynał prezbiter S. Maria degli Angeli (14 listopada 1667), kardynał biskup Palestriny (3 marca 1687), zm. 21 lutego 1691
2. Francesco Maria Sforza Pallavicino SJ – kardynał prezbiter S. Salvatore in Lauro (tytuł nadany 6 grudnia 1660), zm. 5 czerwca 1667

## 29 kwietnia 1658

### Nominacjein pectore, opublikowane 5 kwietnia 1660
Kościoły tytularne nadano nominatom 19 kwietnia 1660.
1. Volumnio Bandinelli, audytor Kamery Apostolskiej – kardynał prezbiter Ss. Silvestro e Martino, zm. 5 czerwca 1667
2. Odoardo Vecchiarelli, audytor Kamery Apostolskiej – kardynał diakon Ss. Cosma e Damiano, zm. 31 lipca 1667
3. Giacomo Franzoni, skarbnik generalny Kamery Apostolskiej – kardynał diakon S. Maria in Aquiro, następnie kardynał diakon S. Maria in Cosmedin (14 stycznia 1669), kardynał prezbiter S. Pancrazio (14 maja 1670), kardynał prezbiter S. Maria in Aracoeli (27 lutego 1673), kardynał prezbiter S. Maria della Pace (30 kwietnia 1685), kardynał biskup Frascati (10 listopada 1687), kardynał biskup Porto e S. Rufina (28 września 1693), zm. 19 grudnia 1697

## 5 kwietnia 1660
1. Franz Wilhelm von Wartenberg, biskup Ratyzbony – kardynał prezbiter bez tytułu, zm. 1 grudnia 1661
2. Pietro Vidoni, biskup Lodi – kardynał prezbiter S. Callisto (tytuł nadany 4 lipca 1661), następnie kardynał prezbiter S. Pancrazio (13 marca 1673), zm. 5 stycznia 1681
3. Gregorio Barbarigo, biskup Bergamo – kardynał prezbiter S. Tommaso in Parione (tytuł nadany 21 czerwca 1660), następnie kardynał prezbiter S. Marco (13 września 1677), zm. 18 czerwca 1697
4. Pascual de Aragón-Córdoba-Cardona y Fernández de Córdoba, archidiakon Calatravy i kanonik w Toledo – kardynał prezbiter S. Balbina (tytuł nadany 21 listopada 1661, zm. 28 września 1677
5. Francesco Maria Mancini, referendarz Obojga Sygnatur – kardynał diakon Ss. Vito e Modesto (tytuł nadany 19 kwietnia 1660), następnie kardynał prezbiter S. Matteo in Merulana (14 maja 1670), zm. 29 czerwca 1672

## 14 stycznia 1664

### Nominacje jawne
1. Girolamo Boncompagni, arcybiskup Bolonii – kardynał prezbiter Ss. Marcellino e Pietro (tytuł nadany 11 lutego 1664), zm. 24 stycznia 1684
2. Celio Piccolomini, tytularny arcybiskup Cezarei – kardynał prezbiter S. Pietro in Montorio (tytuł nadany 11 lutego 1664), zm. 24 maja 1681
3. Carlo Bonelli, tytularny arcybiskup Koryntu – kardynał prezbiter S. Anastasia (tytuł nadany 13 kwietnia 1665), zm. 27 sierpnia 1676
4. Carlo Carafa della Spina, biskup Aversy – kardynał prezbiter S. Susanna (tytuł nadany 13 kwietnia 1665), następnie kardynał prezbiter S. Maria in Via (27 maja 1675), zm. 19 października 1680
5. Angelo Celsi, audytor Roty Rzymskiej, sekretarz Kongregacji Dobrego Rządu – kardynał diakon S. Giorgio in Velabro (tytuł nadany 11 lutego 1664), następnie kardynał diakon S. Angelo in Pescheria (14 maja 1668), zm. 6 listopada 1671
6. Paolo Savelli, kleryk Kamery Apostolskiej – kardynał diakon S. Maria della Scala (tytuł nadany 11 lutego 1664), następnie kardynał diakon S. Giorgio in Velabro (14 stycznia 1669), kardynał diakon S. Nicola in Carcere (14 maja 1670), kardynał diakon S. Giorgio in Velabro (23 maja 1678), kardynał diakon S. Maria in Cosmedin (15 listopada 1683), zm. 11 września 1685

### Nominacjein pectore, opublikowane 15 lutego 1666
1. Alfonso Litta, arcybiskup Mediolanu – kardynał prezbiter S. Croce in Gerusalemme (tytuł nadany 5 maja 1666), zm. 28 sierpnia 1679
2. Neri Corsini, tytularny arcybiskup Damietty – kardynał prezbiter Ss. Nereo ed Achilleo (tytuł nadany 15 marca 1666), zm. 19 września 1678
3. Paluzzo Paluzzi degli Albertoni, audytor generalny Kamery Apostolskiej – kardynał prezbiter Ss. XII Apostoli (tytuł nadany 15 marca 1666), następnie kardynał prezbiter S. Crisogono (1 grudnia 1681), kardynał prezbiter S. Maria in Trastevere (13 listopada 1684), kardynał biskup Sabiny (28 lutego 1689), kardynał biskup Palestriny (8 sierpnia 1691), kardynał biskup Porto e S. Rufina (27 stycznia 1698), zm. 29 czerwca 1698
4. Cesare Maria Antonio Rasponi, sekretarz Świętej Konsulty – kardynał prezbiter S. Giovanni a Porta Latina (tytuł nadany 15 marca 1666), zm. 21 listopada 1675
5. Giannicolò Conti, prefekt Rzymu – kardynał prezbiter S. Maria Traspontina (tytuł nadany 15 marca 1666), następnie kardynał biskup Sabiny (8 sierpnia 1691), zm. 20 stycznia 1698
6. Giacomo Filippo Nini, prefekt Pałacu Apostolskiego i Domu Papieskiego – kardynał prezbiter S.Maria della Pace (tytuł nadany 15 marca 1666), zm. 11 sierpnia 1680

## 15 lutego 1666

### Nominacjein pectore, opublikowane 7 marca 1667
1. Carlo Roberti, tytularny arcybiskup Tarsu, nuncjusz we Francji – kardynał prezbiter S. Maria in Aracoeli (tytuł nadany 18 lipca 1667), zm. 14 lutego 1673
2. Giulio Spinola, tytularny arcybiskup Laodycei, nuncjusz w Austrii – kardynał prezbiter Ss. Silvestro e Martino (tytuł nadany 18 lipca 1667), następnie kardynał prezbiter S. Crisogono (13 listopada 1684), kardynał prezbiter S. Maria in Trastevere (28 lutego 1689), kardynał prezbiter S. Prassede (29 października 1689), zm. 11 marca 1691
3. Vitaliano Visconti, tytularny arcybiskup Efezu, nuncjusz w Hiszpanii – kardynał prezbiter S. Agnese fuori le mura (tytuł nadany 18 marca 1669), zm. 7 września 1671
4. Innico Caracciolo, dziekan Kamery Apostolskiej – kardynał prezbiter S. Clemente (tytuł nadany 18 lipca 1667), zm. 30 stycznia 1685

## 7 marca 1667
1. Giovanni Delfino, patriarcha Akwilei – kardynał prezbiter S. Salvatore in Lauro (tytuł nadany 18 lipca 1667), następnie kardynał prezbiter Ss. Vito e Modesto (19 maja 1670), zm. 19 lipca 1699
2. Guidobald von Thun, arcybiskup Salzburga – kardynał prezbiter bez tytułu, zm. 1 czerwca 1668
3. Louis de Vendôme – kardynał diakon S. Maria in Portico (tytuł nadany 18 lipca 1667), zm. 12 sierpnia 1669
4. Luis Guillermo de Moncada Aragón Luna de Peralta y de la Cerda, książę Bivona – kardynał diakon bez tytułu, zm. 4 maja 1672